# Acquapendente
Acquapendente är en italiensk stad och kommun i provinsen Viterbo, regionen Lazio. Acquapendente ligger på höga basaltklippor vid floden Paglia, och med sin pozzolanajord är den ett centrum för grönsaksodling, vintillverkning, och krukmakeri. Staden är biskopssäte och har en katedral, San Sepolcro, från 1149.
Staden nämns i skriftliga källor troligen på 800-talet i samband med en borg, Farisa eller Arisa, längs Via Francigena. År 964 kallas den vid namn för första gången i skriftliga källor, vilket sker i ett dokument av kejsar Otto I; namnet åsyftar de många vattenfall som springer från Paglia. 1449 blev Acquapendente en självständig stad inom Kyrkostaten.
Två kilometer norr om staden finns Monte Rufeno naturreservat.
Från staden kom anatomen Hieronymus Fabricius.